# Carl E. Salomon
Carl E. Salomon (1829-1899) fue un botánico, y pteridólogo estadounidense.

## Eponimia
Especies
- (Brassicaceae) Draba × salomonii Sünd.[1]
- (Primulaceae) Primula × salomonii Sünd.[2]
- (Saxifragaceae) Saxifraga × salomonii Sünd.[2]